# Canarische stroom

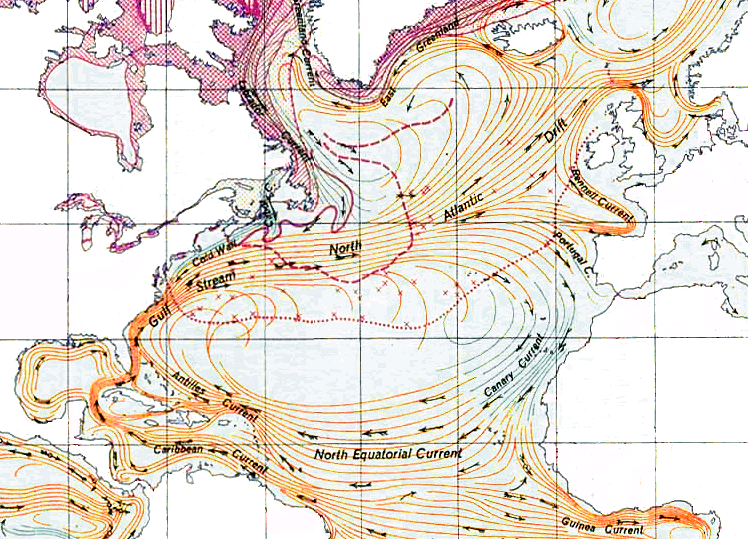
de locatie van de Canarische stroom (Canary Current) als onderdeel van de Noord-Atlantische gyre

De Canarische stroom is een relatief koude oceaanstroom in de Noord-Atlantische Oceaan. Ze stroomt zuidwaarts langs de kust van Afrika, tussen de 30 en 10 graden noorderbreedte, en tot 20 graden westerlengte. Een tak van de Azorenstroom (afkomstig van de Noord-Atlantische stroom) loopt over in de Canarische stroom. De stroom dankt haar naam aan de Canarische Eilanden die de stroming belemmeren. In het zuiden vervolgt de Canarische stroom richting het westen als Atlantische Noordequatoriale stroom en een tak langs de Afrikaanse kust met de naam Guineestroom.
Gedurende de wintermaanden stroomt de Canarische stroom het snelste, net zoals de passaatwinden die haar haar snelheid geven. Tijdens de zomermaanden, wanneer de passaatwinden het minst sterk zijn, vertraagt ook de stroom.
De stroom was heel rijk aan vissen en had een grote verscheidenheid aan onderwaterfauna en flora. Tegenwoordig trachten de Verenigde Naties de degradatie van het ecosysteem tegen te gaan. Dit is ontstaan door overbevissing, vervuiling, socio-economische redenen en het gebrek aan internationale samenwerking tussen de verschillende overheden.
Ten westen van de Canarische stroom ligt de Noord-Atlantische gyre met de plasticsoep in de Noordelijke Atlantische Oceaan.